# Kirsten Schäeffer
Kirsten Schäefer Hansen er en dansk tidligere fodboldspiller fra Femina.
Kirsten Schäefer var med på Femina-holdet som blev verdensmester i kvindefodbold i 1970 i Italien efter en sejr på 2-0 over Italien. Målene blev scoret af Helene Østergaard Hansen og Maria Sevcikova. 